# Mistrzostwa Świata w Kolarstwie Torowym 1995
92. Mistrzostwa Świata w Kolarstwie Torowym 1995 odbyły się w Bogocie w dniach 26–30 września 1995. W programie mistrzostw znalazły się cztery konkurencje dla kobiet: sprint, wyścig na dochodzenie wyścig punktowy oraz wyścig na 500 m i osiem konkurencji dla mężczyzn: sprint indywidualny, sprint drużynowy, wyścig na dochodzenie, wyścig punktowy, wyścig ze startu zatrzymanego, wyścig na 1 km, wyścig drużynowy na dochodzenie, madison i keirin. Były to pierwsze mistrzostwa, na których rozegrano sprint drużynowy i madison.

## Medaliści

### Kobiety
| Konkurencja                         | Złoto                  | Srebro             | Brąz                  |
| ----------------------------------- | ---------------------- | ------------------ | --------------------- |
| 500 m ze startu zatrzymanego        | Félicia Ballanger      | Galina Jenjuchina  | Michelle Ferris       |
| 3000 m indywidualnie na dochodzenie | Rebecca Twigg          | Antonella Bellutti | May Britt Våland      |
| sprint indywidualny                 | Félicia Ballanger      | Olga Slusariewa    | Erika Salumäe         |
| wyścig punktowy                     | Swietłana Samochwałowa | Nada Cristofoli    | Nathalie Even-Lancien |

### Mężczyźni
| Konkurencja                  | Złoto                                                                        | Srebro                                                                                   | Brąz                                                                               |
| ---------------------------- | ---------------------------------------------------------------------------- | ---------------------------------------------------------------------------------------- | ---------------------------------------------------------------------------------- |
| wyścig punktowy              | Silvio Martinello                                                            | Remigijus Lupeikis                                                                       | Siergiej Ławrinienko                                                               |
| sprint drużynowy             | Niemcy · Jens Fiedler · Michael Hübner · Jan van Eijden                      | Francja · Benoît Vétu · Hervé Thuet · Florian Rousseau                                   | Stany Zjednoczone · Marty Nothstein · Erin Hartwell · William Clay                 |
| indywidualnie na dochodzenie | Graeme Obree                                                                 | Andrea Collinelli                                                                        | Stuart O’Grady                                                                     |
| keirin                       | Frédéric Magné                                                               | Michael Hübner                                                                           | Federico Paris                                                                     |
| 1 km ze startu zatrzymanego  | Shane Kelly                                                                  | Florian Rousseau                                                                         | Erin Hartwell                                                                      |
| drużynowo na dochodzenie     | Australia · Bradley McGee · Stuart O’Grady · Rodney McGee · Tim O’Shannessey | Ukraina · Ołeksandr Symonenko · Serhij Matwiejew · Bohdan Bondarew · Dmitrij Tołstienkow | Stany Zjednoczone · Mariano Friedick · Dirk Copeland · Zachary Conrad · Matt Hamon |
| madison                      | Włochy · Silvio Martinello · Marco Villa                                     | Argentyna · Gabriel Curuchet · Juan Curuchet                                             | Szwajcaria · Kurt Betschart · Bruno Risi                                           |
| sprint indywidualny          | Darryn Hill                                                                  | Curt Harnett                                                                             | Frédéric Magné                                                                     |

## Klasyfikacja medalowa
| Miejsce | Państwo           |   |   |   | Razem |
| ------- | ----------------- | - | - | - | ----- |
| 1.      | Francja           | 3 | 2 | 2 | 7     |
| 2.      | Australia         | 3 | 0 | 2 | 5     |
| 3.      | Włochy            | 2 | 3 | 1 | 6     |
| 4.      | Rosja             | 1 | 2 | 0 | 3     |
| 5.      | Niemcy            | 1 | 1 | 0 | 2     |
| 6.      | Stany Zjednoczone | 1 | 0 | 3 | 4     |
| 7.      | Wielka Brytania   | 1 | 0 | 0 | 1     |
| 8.      | Argentyna         | 0 | 1 | 0 | 1     |
|         | Litwa             | 0 | 1 | 0 | 1     |
|         | Kanada            | 0 | 1 | 0 | 1     |
|         | Ukraina           | 0 | 1 | 0 | 1     |
| 12.     | Estonia           | 0 | 0 | 1 | 1     |
|         | Kazachstan        | 0 | 0 | 1 | 1     |
|         | Norwegia          | 0 | 0 | 1 | 1     |
|         | Szwajcaria        | 0 | 0 | 1 | 1     |